# 马迪拉克
马迪拉克（法語：Madirac，法語發音：[madiʁak]）是法国吉伦特省的一个市镇，属于波尔多区。

## 地理
马迪拉克（44°45'48"N, 0°24'15"W）面积1.86 平方千米，位于法国新阿基坦大区吉倫特省，该省份为法国西南部沿海省份，是法國本土面积最大的省，北起滨海夏朗德省，西临大西洋，南至朗德省，东南接洛特-加龍省，东临多爾多涅省。
与马迪拉克接壤的市镇（或旧市镇、城区）包括：萨迪拉克、圣卡普赖德波尔多、圣热内德隆博。
马迪拉克的时区为UTC+01:00、UTC+02:00（夏令时）。

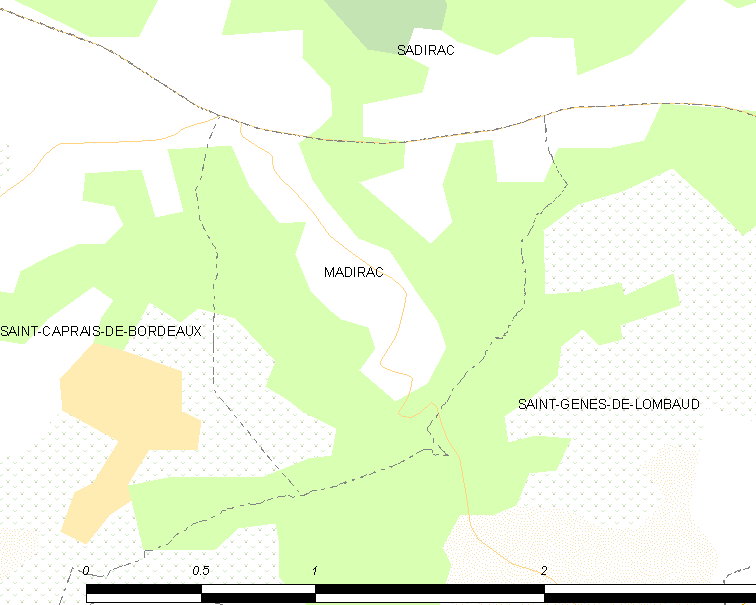
马迪拉克的OSM定位图

## 行政
马迪拉克的邮政编码为33670，INSEE市镇编码为33263。

## 政治
马迪拉克所属的省级选区为克雷翁县。

## 人口

1962-2008年间马迪拉克人口变化图示

马迪拉克于2022年1月1日时的人口数量为297人。